# 신정론

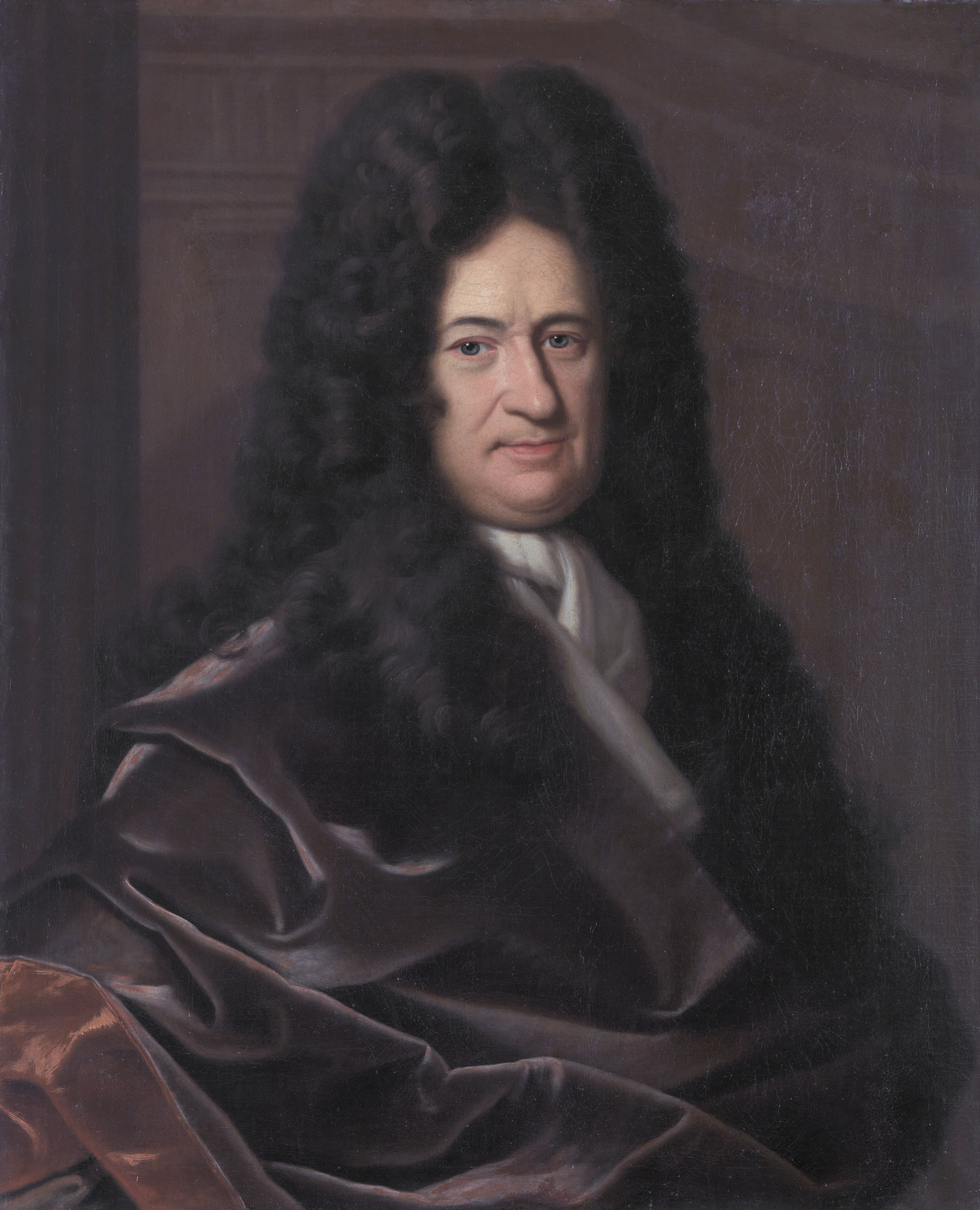
'신정론'(theodicy)이라는 단어를 처음 만든 인물인 고트프리트 빌헬름 라이프니츠. 라이프니츠는 세상의 불완전함과 신의 존재를 조화시키고자 하였다.

신정론(神正論, 신의론(神義論), 변신론(辯神論), 호신론(護神論), 독일어: Theodizee, 프랑스어: théodicée, 영어: theodicy, 고대 그리스어: θεός theós‚ 신과 δίκη díke‚ 의로움)은 전능하고 전선(全善)한 신이 있다면 악의 문제가 왜 발생하는지에 대한 이론이다.
신정론(theodicy)의 어원은 초기 계몽주의자인 고트프리트 빌헬름 라이프니츠의 저서 '신정론 Theodizee'(원제: Essais de théodicée (1710))에서 따온 것이다. 라이프니츠는 자신이 악의 문제를 해결하기 위해 펼친 여러 논증과 시도를 여기에 적어두었다.
그러나 종교적 혹은 종교철학적 질문으로서의 고통에 대한 물음은 이미 고대 문화, 예를 들면 고대 중국, 인도, 수메르, 바빌로니아, 이집트와 이스라엘 등에서도 찾을 수 있다. 유명한 예로는 구약성경에 있는 욥의 이야기가 있다. 고대 그리스의 회의주의 철학에서도 신이 (만약 존재한다면) 실제로 악을 막아야 하는 것이 아니냐는 주장이 있었고, 이 주장은 일부 더 나아가 불가지론이나 무신론으로 이어지기도 하였다.
신정론은 현대에 특히 홀로코스트 이후 신학계에서 소위 홀로코스트 신학이라 하는 계파가 발생하며 다시금 주목받게 되었다.

## 문제의식
이 문제에 관하여 자주 인용되는 함축적인 표현은 다음과 같다:
1. 신은 악을 극복하고 싶어하는데 그에게 그럴 능력이 없다고 하면, 신이 약하다는 뜻이 되는데 이것은 신에게 맞지 않는 일이다.
2. 신이 능력은 있는데 악을 극복하길 원하지 않는다고 하면, 신이 악의적이라는 뜻인데 이것도 신과는 거리가 먼 일이다.
3. 신이 악을 극복하길 원하지도 않고 할 능력도 없다고 하면, 그렇다면 신은 약할 뿐더러 악의적이기까지 하다, 따라서 신이 아니다.
4. 신에게 합당한대로 그가 악을 극복하고 싶어하며 할 수도 있다고 하면, 그렇다면 어디에서 악이 오는 것이며 왜 신은 그것을 없애지 않을까?

이 논증은 라틴어권 아프리카의 수사학자이자 기독교 학자였던 락탄티우스(Lactantius, 약 250년에서 317년)로부터 전승된 것인데, 그는 이 논증이 철학자 에피쿠로스의 주장이었다고 적고 있다. 개중에는 에피쿠로스적인 주장이 아니며 알려지지 않은 회의주의 철학자 - 아마도 아르케실라오스나 카르네아데스 - 에 의해 쓰여진 표현이라는 설도 있다. 키케로는 포세이도니오스의 말을 증거로 에피쿠로스가 신들이 무능하다는 이유로 거부했다고 보고한 바 있다고 한다. 회의론자인 섹스투스 엠피리쿠스는 2세기 경에 이와 유사한, 좀 더 자세한 생각을 전개시켰다. 그는 신이 모든 것을 돌볼 수 있어야 하기에 어떤 악도 존재해서는 안되는데, 그러나 악은 실제로 존재한다고 주장했다. 신이 존재하지 않다는 생각을 명시적으로 표현하지는 않았으나 이런 생각을 내포하고 있었다. 이런 문제의식들에선 유신론적인 신의 관념은 흔들리게 된다.

## 전제
전통적으로 신학과 종교철학에서 선한 신이 창조하고 다스리는 세계에 왜 악이 존재하느냐는 물음을 악의 문제라 하고, 이에 대하여 악의 존재에도 불구하고 신은 선하다는 입장에서 말 그대로 신의 선함과 ‘옳음’을 변호하고 설득하려는 이론을 신정론이라고 한다.
이 문제에서 다루는 신은 그리스도교의 야훼, 이슬람교의 알라와 같은 인격신을 가리킨다. 인격신의 경우에만 선악에 대한 분별과 의지를 가진다고 표현할 수 있기 때문이다. 때문에 범신론에서 말하는 것과 같은 비인격적인 신은 논의에서 제외된다.
또한 다루는 신은 그 교리에서 전지전능한 존재여야한다. 그렇지 않은 대표적인 예가 불교로서, 창시자인 석가모니부터 자신을 신이라거나 신의 대리인이라 주장한 바 없고, 불교적 세계관에 등장하는 여러 신적인 존재들도 인간사의 모든 것을 완벽히 통제하고 지배할 수 있는 권능은 가지고 있지 않으며, 본질적으로 우주의 근원적인 이법(다르마)을 인격적으로 형상화한 존재(법신불)로 보는 것이 옳다. 때문에 종교활동의 최종적인 목표도 초월적인 신에 의한 타력적 구원이 아닌 수행을 통한 자력적 해탈이다. 불교적 세계관에 많은 영향을 미친 힌두교 또한 등장하는 신들의 능력과 역할에 제한이 있어 전능과는 거리가 멀고(인도 신화에서 최고신인 브라흐마와 비슈누, 시바가 인간처럼 다투는 모습은 어렵지 않게 발견할 수 있다), 개중에는 조로아스터교처럼 아예 세계를 비등한 힘을 가진 선한 신과 악한 신(아후라 마즈다와 앙그라 마이뉴)이 대결하는 장소로 묘사하는 종교도 있다. 이러한 종교들은 모두 처음부터 악의 문제를 비껴가는 것에 가까우므로 일반적으로 신정론과 관련해서도 논의되지 않는다. 악의 문제는 선하고 전능한 신의 존재를 주장하는 유대교, 그리스도교, 이슬람교와 같은 종교들(일반적으로 아브라함 계통의 종교라고 불리는)을 대상으로 하는 것이며, 그 중에서도 신정론이라는 주제는 그리스도교 신학의 한 갈래로서 변증의 과정에서 만들어진 분야이다. 실제로 신정론을 주제로 하는 전문서적과 신학 문헌은 예외 없이 그리스도교 관련 내용들이다. 때문에 혼선을 없애기 위해 아래의 모든 내용도 기본적으로 그리스도교 및 그와 관련된 종교 중심으로만 서술한다.
또한 신이 절대선이라는 교리가 필요하다. 구체적으로 표현하자면 그리스도교를 비롯한 아브라함계 종교에서는 신이 피조물을 사랑하고 긍휼(compassionate)하며, 공정하고 의로운 존재라고 묘사한다. 비주류이지만 처음부터 이 명제를 부정하고 신을 악한 존재로 보는 악신론(dystheism)도 존재한다.
더불어 단순히 추상적으로 악이 존재한다고만 하면 제대로 논의를 진행할 수가 없다. 사실 이 문제가 제대로 정립되기 이전인 고대부터 써온 표현이기 때문에 관용적으로 악이라 부르는 것일 뿐, 정확히 말해 신학적인 맥락에서 문제가 되는 것은 지은 죄 없거나 선한 사람이 무고하게 당하는 고통에 대한 것이다. 일반적으로 그만한 양의 고통을 당할만한 죄를 지은 사람이 당하는 고통이나, 별다른 고통을 일으키지 않는 사건은 문제시되지 않는다. 하지만 불합리하게 볼 수밖에 없는 무수한 고통이 현실에 존재한다는 사실이 문제가 된다. 매년 자연재해와 질병으로 다치거나 사망하는 수십만 명의 사람들은 언급할 필요도 없으며, 역사적으로 자신의 의지와 무관하게 전쟁과 분쟁에 징집되거나 학살된 수천만 명의 사람들, 세계 각지에서 태어날 때부터 기근과 질병으로 고통받는 아동들, 일찍이 집안의 가장 역할을 하면서 성실히 노동하다가 사고로 죽거나 장애를 얻는 젊은이들 등등 현실에 존재하는 표현할 수 없을 만큼의 다양하고 많은 양의 고통을 당하는 사람들이 모두 그럴만한 잘못을 저질렀기 때문에 고통을 당하는 것이라고는 생각할 수 없다. 이러한 것들은 고통이 상대적이라거나, 순간적이라는 식의 변명으로 무시하고 넘어갈 수 없는 것들이다. 왜 신이 이런 사건들이 발생하는 것을 막아주지 않았는가 하는 질문은 종교 내부에서도 매우 오랜 시간 동안 존재해 온 물음이다. 여기서 고통이라는 개념이 중요할 수밖에 없는 것은, 정말 신이 인간을 사랑하고 불쌍하게 여기는 존재라면 인간이 그 사실을 확인할 수 있는 방법은 궁극적으로 그 신이 인간에게 고통을 덜어주고 기쁨을 주는가의 여부에 있을 수밖에 없기 때문이다. 반대로 인간에게 고통을 주거나 막아주지 않고 기쁨을 뺏어가는 신을 위대한 존재로 부르며 숭배할 수는 없는 일이다(때문에 아브라함계 종교에 나오는 에덴동산이나 천국은 공통적으로 고통이 부재하고 기쁨만이 존재하는 장소로 묘사된다). 때문에 현실에서 무고한 자들이 당하는 수많은 고통의 존재는 때로는 그리스도교 신자들에게조차도 신의 선함과 능력을 의심하게 하는 주요한 원인이 된다. 그리고 역사적으로 많은 신학자와 종교인들이 이러한 문제가 존재한다는 사실을 인정하고, 나름의 방식으로 설명을 시도해왔다. 예를 들어 대표적인 그리스도교 작가이자 변증론자인 C. S. 루이스가 신정론과 호교론에 관하여 쓴 유명한 책의 제목도 『고통의 문제』(The problem of pain, 1940)이다. 이에 따라 후술할 내용에서도 추상적인 악이라는 용어는 되도록 지양하고, 고통이라는 개념에 초점을 맞추어 서술하도록 한다.
정리하자면 신이 이러한 고통의 존재를 허용하는 이유를 설명하고, 그것이 신의 선함과 전능함에 배치되지 않음을 논증하는 것이 신정론의 목적이다.

## 고전적 사례

### 악은 선의 결여라는 설명
서기 4-5세기의 아우구스티누스가 주장하고 존 힉이 발전시킨 아우구스티누스 신정론은 칼뱅주의 등 여러 개신교계에서 악의 문제를 설명할때 사용하곤 하는 방법이다. 악이 선의 결여 혹은 결핍이라는 주장은 악이 독립적인 실재성을 가지지 않는다는 논리로서, 신은 선만을 창조하고 악을 따로 창조하지 않았으므로 신은 악과 관련이 없다는 결론을 낸다. 이들은 신이 세상을 완벽하게 만들었으나 아담과 하와의 불순종으로 원죄가 세상에 들어오게 되었다 해석한다. 이후의 인간은 완전한 상태에서 멀어졌을 뿐이며, 악이라는 어떤 실체를 생산하는 것이 아니라는 것이고 야훼는 여전히 무결한 존재라는 것이다.
하지만 이것이 사실이라고 가정하더라도, 그렇다면 왜 선하고 전능한 신이 애초에 선의 결여가 발생하는 것을 허용하는가로 문제의 내용이 바뀌게 될 뿐이다. 인간이 스스로 악한 행동을 선택하기 때문에 선의 결여가 발생한다는 설명을 제시하기도 하는데, 이 경우에는 앞선 자유의지의 문제로 그대로 되돌아가는 것에 불과하다는 비판이 제기된다.

### 악은 더 큰 선을 위한 수단이라는 설명
신은 더 큰 선을 위해 악을 이용하기 때문에 신은 선한 존재라는 주장이다. 하지만 전능한 존재가 왜 선을 바로 창조하지 못하고 악을 수단으로 사용해야 하는지, 또한 애초에 그런 존재가 선하다는 주장은 무슨 근거로 믿을 수 있는가에 대한 물음이 나오게 된다. 그리고 이 같은 문제들을 차치하더라도, 현실에서 이러한 논리가 사용되는 예를 생각해 본다면 쉽게 옹호할 수 없는 생각이라는 비판을 피하기 어렵다. 현실에서 정확하게 이러한 생각을 가지고 실천에 옮기는 집단이 있는데, 바로 알 카에다나 하마스와 같은 이슬람 근본주의 세력들이다. 이들은 신의 율법이 이루어지는 이슬람 국가를 건설하고 중동을 서방의 침탈로부터 구제한다는 더 큰 선을 실현하는 데 도움이 되기만 한다면 무고한 시민들에게 테러하고 살상하는 것도 아무 문제가 되지 않는다고 생각한다. 다시 말해 이들에게는 테러와 살인조차도 더 큰 맥락에서는 선이다. 심지어 이들은 자신들의 행위를 신의 뜻을 실현하기 위한 성전(지하드)에 속한다고 진지하게 믿는다. 물론 이러한 이들의 태도는 서방 세력에 반대하는 같은 이슬람권 내부에서도 강력하게 지탄받는 것이 현실이다. 즉 정말 신이 어떤 더 큰 선을 위하여 모든 무고한 이들의 고통과 비극을 이용하고 있는 것이라면, 본질적으로 이러한 테러집단들과 다르지 않은 행동을 하는 존재로 볼 수 있다는 문제가 발생한다. 대체 그러한 존재를 어떻게 의롭고 인간을 사랑하는 존재라고 생각할 수 있느냐는 강력한 반문이 나오지 않을 수 없다(만약 신이 그런 방법밖에 쓸 수 없다면 그는 능력이 부족한 것이다). 더 큰 선을 위해서라면 어떤 폭력이나 악행도 용인할 수 있다는 생각은 선이라는 개념 자체를 무의미하게 만드는 결과를 초래하게 된다.
다만 여기서 처음부터 신이 인간과 전혀 다른 가치관을 가진 존재라고 가정하면 문제를 해소해 버릴 수도 있다. 비유하자면 마치 인간이 길을 걸으면서 발끝에 개미가 치이는 것을 큰 문제로 삼지 않는 것과 같이, 신도 인간과 완전히 무관한 차원의 가치와 목적을 추구한다면 인간이 어떠한 고통을 당하든 그에게는 문제가 되지 않을 수 있으며 그것이 사실이라면 그러한 이유로 신을 나쁘다고 할 수만도 없게 된다. 하지만 그러한 경우에는, 인간과 가치를 공유하지도 않고 인간의 고통에 무심한 신을 인간이 왜 위대한 존재로 받들며 숭배해야 하는가라는 문제를 피할 수 없게 된다. 이 문제가 신의 존재 여부보다도 중요한 부분이다.
간과되어서는 안 되는 사실은 신정론의 최종목표는 단순히 신이 존재한다고 주장하는 것이 아니라, 무수한 고통의 존재에도 불구하고 신이 선하고 전능하다는 사실을 보임으로써 인간으로 하여금 그 신을 신뢰하고 사랑하며 숭배하도록 이끄는 데 있다는 점이다(때문에 선교나 목회 과정에서 자주 인용되는 주제 중 하나이다). 신이 존재하더라도 사람들이 그 신과 관계하지 않는다면, 그를 받들고 따르지 않는다면 종교가 성립할 수 없다. 신정론은 근본적으로 신이 그럴만한 가치가 있는 존재라는 사실을 사람들에게 설득하는 과정과 다르지 않다. 즉 신정론의 성공 여부는 그것이 최종적으로 종교적 신앙을 향하도록 인간을 설득하는 데 도움이 되는가에 달려있다. 그런데 신이 아무리 자신의 입장에서 자신이 바라는 선을 추구하더라도, 그 신이 결과적으로 인간의 고통에 무관심한 존재라면 인간이 그러한 신을 경배하고 찬양할 이유가 없게 된다. “신의 선과 인간의 선은 다르다”는 식의 주장이 문제를 해결하는 데 실질적인 도움이 되지 않는 이유가 여기에 있다. 그러한 논리는 모든 문제를 가장 쉽게 해결하는 것처럼 보이지만, 이런 논리를 밀고 나가면 결과적으로 인간과 신의 관계를 단절하고 종교라는 체계를 붕괴시켜버리게 된다. 이 문제는 종교인들도 심각한 어려움으로 받아들이는 부분이다. 이러한 난점을 드러내는 실제 사례로 1755년 리스본 대지진 당시 유럽에서 가장 종교적으로 경건한 도시 중 하나였던 포르투갈 리스본에서 만성절 예배 중이던 신자들을 포함한 수만 명의 시민이 지진과 해일로 사망하였을 때, 계몽주의자들을 비롯한 당대 최고의 지성들은 신의 선함과 능력을 의심하지 않을 수 없었고 이에 대해 임마누엘 칸트와 같은 기독교인 철학자도 신의 의지를 배제하고 지진을 설명하는 방법을 찾으려 했다. 이러한 재난을 어떤 식으로든 신의 뜻과 결부하는 순간 그 뜻이 무엇이든 그러한 신은 도저히 용납할 수 없는 존재가 된다는 사실을 부정할 수 없었기 때문이다.
또한 이러한 생각 자체가 갖는 위험성도 무시할 수 없다. 가령 현대 한국 개신교회에서도 일부 목회자나 신자가 특정한 재난적 사건에 대해 신의 뜻으로 해석하는 발언을 하여 사회적 논란을 낳곤 하지만, 이러한 발언에 대하여 같은 개신교 내부에서조차 비판의 목소리가 나온다. 그러한 생각 자체가 이미 고통받고 있는 사람들에게 더 큰 고통을 안겨주는 것인 데다가, 그러한 사람들을 옆에서 보면서도 돕지 않는 행동을 합리화하며, 심지어 강자에 의한 폭력을 정당화하기도 하기 때문이다. 때문에 개신교계에서는 이러한 문제에 대해 성급하게 논하기를 피하고 대신 실천적인 사랑의 문제로 관심을 집중해야 한다는 주장이 지속적으로 나오고 있다. 이는 가톨릭에서도 크게 사정이 다르지 않아서, 현대에 신정론은 무수한 사회적 악에 맞서기 위한 실천의 문제에 의해 중심의제에서 밀려나, 특정한 신학적 영역을 제외하고는 논급되지 않고 있다.

### 가능한 최선의 세계로서의 설명(라이프니츠)
라이프니츠 『단자론』 해제 - 해설 참조.
라이프니츠가 이러한 주장을 하게 된 데에는 시대적인 배경이 있다. 그는 현대 계산기와 이진법의 기초를 마련한 당대 가장 뛰어난 수학자이자 과학자 가운데 한 사람이면서, 동시에 어릴 적부터 경건한 집안에서 성장한 루터파 개신교인이었다. 이러한 그를 철학적으로 고심하게 만든 문제가 있었다. 당시 발전하던 근대 물리학은 우주 만물이 수학적으로 결정된 법칙과 인과에 의해 작동한다는 사실을 밝혀내고 있었지만(아이작 뉴턴과 동시대의 인물이라는 것을 생각해보면 이해하기 쉽다), 이것은 신이 자신의 의지에 따라 세계에서 일어나는 일에 개입할 수 있는 여지를 차단하는 것처럼 보였던 것이다. 하지만 기독교인으로서 세계를 선한 방향으로 이끄는 신에 대한 믿음을 포기할 수 없었던 라이프니츠는 이러한 과학적 사실과 자신의 종교적 신앙을 양립시킬 수 있는 논리를 찾으려 했고, 그 결과 매우 독특한 주장을 내놓게 된다. 그것은 신이 우주를 창조하기 전에 만물을 구성하는 가설상의 정신적 근본요소인 모나드(monad, 단자)의 가능한 배열과 운동으로 생길 수 있는 모든 세계들을 완벽하게 계산한 다음(예정조화), 그중에 최선의 세계를 골라서 실제로 창조했다는 것이다. 이는 세계가 완전히 결정론적이면서 동시에 합목적적이라는 주장으로, 자연과학의 정당화나 오랜 철학의 난제인 심신문제를 해결하는 데 도움이 되는 하나의 논리를 제공했다. 여기서 신은 마치 자연이라는 기계를 다루는 기술자와 같아서 자연 전체의 질서와 조화를 고려하기 때문에, 임의적으로 보편적인 자연법칙(예를 들면 질량보존의 법칙, 운동량 보존의 법칙 등)을 위반하면서까지 개별적인 악의 발생을 모두 막을 수는 없다는 것이다. 다시 말해 악의 존재는 신에게도 불가피한 측면이 있다는 주장이다. 하지만 그럼에도 라이프니츠는 동시에 자연과정 내에서 각자가 자신의 도덕성에 비례하여 보상받을 것이라는 특유의 낙관주의(optimism)를 드러낸다.
이것은 결국 당시 밝아오던 합리주의와 과학의 시대 앞에서 그리스도교적 신을 변호하고자 하는 노력의 일환이었다. 하지만 그러한 노력과 별개로 당대에도 이 주장은 특이한 가설 정도로 취급되었을 뿐, 별다른 지지를 얻지는 못했다. 먼저 신이 자연의 질서를 위해 개별 인간이 당하는 고통을 막아줄 수 없다면, 그것이 실질적으로 무능력한 것과의 차이가 무엇인지 알 수 없기 때문이다. 즉 이는 과학적 세계관과 타협하여 신의 전능성에 제한을 가한 것과 다르지 않다. 그리고 무엇보다 성경적 근거에 기초한 주장으로 보기도 어렵기 때문에, 당시나 현재나 이 주장을 진지하게 인용하는 신학자는 사실상 존재하지 않는다. 또한 순수하게 철학적으로나 과학적으로 보아도 모나드나 예정조화설과 같은 검증되지 않은 형이상학적(metaphysical) 전제에 기초하고 있으므로 독단론(dogma)에 해당하며, 선결문제 요구의 오류에서 자유롭지 않다. 한편 그의 특유한 낙관주의에 대해서도 동시대의 계몽주의자 볼테르의 풍자소설 캉디드(1759)를 비롯한 많은 비판이 이어져 왔다. 사실 결과적으로 볼 때 라이프니츠의 이 주장은 그 자체의 옳음이 아니라, 전개과정에서 가능세계와 같은 새로운 철학적 개념들을 제시함으로써 후대철학(특히 분석철학)의 발전에 기여하였다는 데에 그 진정한 의의가 있다. 이것은 마치 중세 연금술이 그 자체로는 잘못된 것이었지만, 결과적으로 근대 화학의 발전에 기여하게 된 것과 유사하다.
이 외에도 다양한 주장들이 있지만 종교적으로 신의 전능과 전선을 유지하면서 모든 고통이 존재하는 이유를 설명해낼 수 있는 방법이 사실상 존재하지 않는다는 점, 신의 선함을 논리적으로 완벽하게 변호하는 이론을 정립할 수 없다는 점은 신학자들도 일반적으로 인정하는 바이다. 때문에 상기된 것처럼 현대 기독교계에서도 이런 문제로 고심하기보다는 현실적으로 어떻게 고통받는 이들을 돕고 그들의 편에 서서 싸울 것인가의 문제로 관심을 돌리는 추세이다. 하지만 그럼에도 불구하고 이 문제에 관하여 지금까지 나온 생각들을 더 깊이 있게 이해하고 싶다면, 최선의 방법은 해당 분야의 전문가들이 직접 쓴 책을 읽어보는 것이다. 한국에 발간된 관련 서적으로 상기된 고통의 문제, 고통과 씨름하다 외에도 『신정론 논쟁 : 기독교 신앙과 악의 문제에 대한 다섯 가지 관점』, 『악, 철학과 신학에 대한 하나의 도전』, 『고난과 하나님의 전능 : 신정론의 물음과 신학적 답변』 등이 있다. 다만 이러한 서적들의 특성상 일정한 정도의 신학적 배경지식을 요구한다는 사실은 감안해야 한다.

## 대안

### 유대교 반신정론
1998년, 유대 신학자 잭커리 브라이터먼(Zachary Braiterman)은 그의 저서 《아우슈비츠 이후의 신》에서 "반(反)신정론"이라는 용어를 처음으로 사용하여, 홀로코스트 이후의 역사적 맥락에서 악의 문제에 대한 반응을 보여주었다. 반신정론은 신정론에 반대되어 모든 악행에 대한 책임을 야훼에게 전적으로 돌리지만, 그럼에도 개인이 신의 사랑을 신뢰하는 관계를 강조한다. 반신정론은 욥기에서 욥의 항의와 유사하다고 여겨진다. 브라이터먼은 반신정론이 신과 악 사이에 어떤 유의미한 관계가 존재한다는 생각을 거부하며, 신을 악행으로부터 정당화하려는 시도를 거부한다.

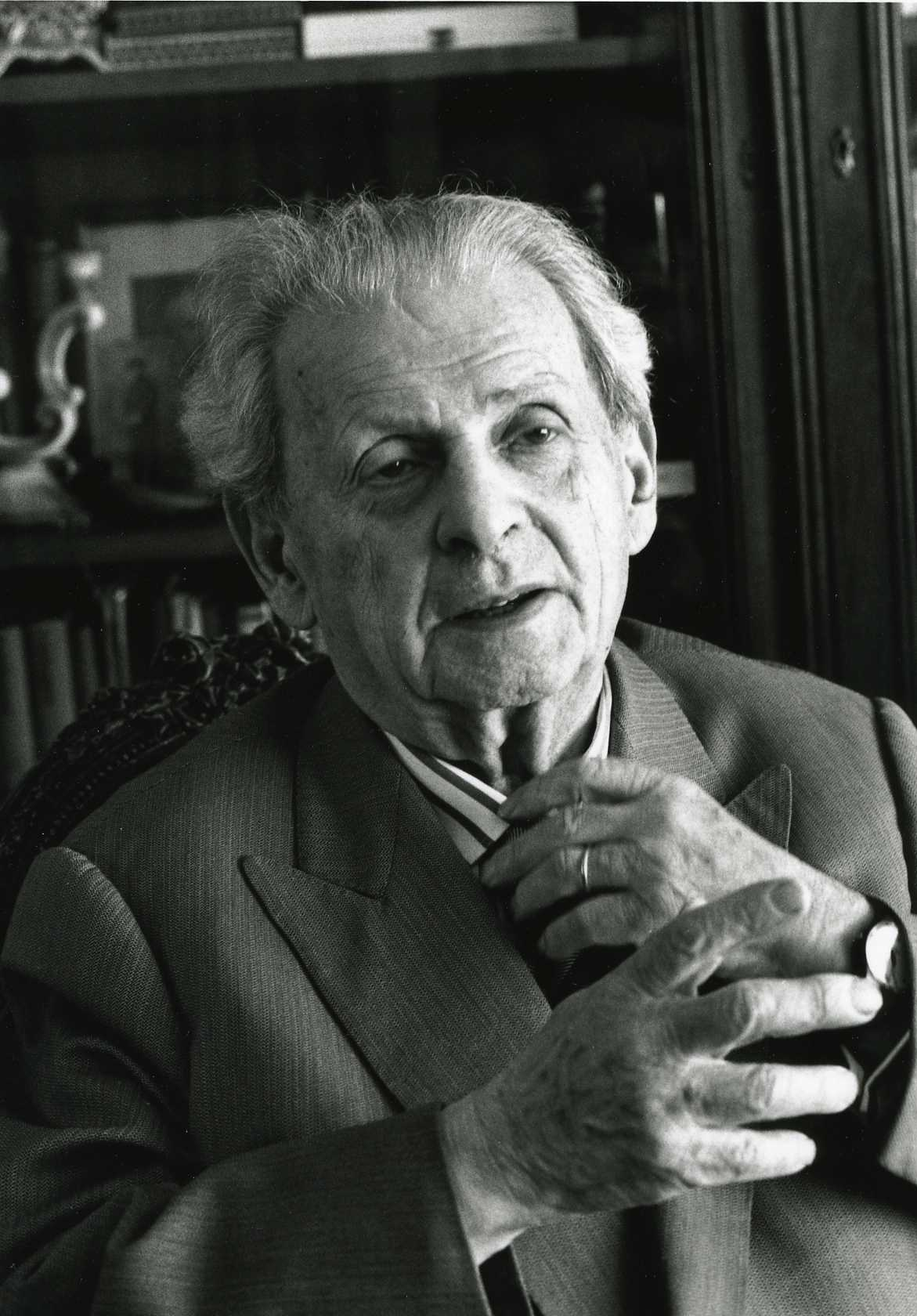
레비나스

홀로코스트는 유대교계에 신정론에 대한 재고를 촉발시켰다. 프랑스의 유대 철학자 에마뉘엘 레비나스는 신정론을 "신성모독"으로 간주하며, 신정론이 "모든 비도덕성의 근원"이라고 주장하고, 신정론의 종식을 요구했다. 레비나스는 홀로코스트 이후 도덕률의 개념이 아직 살아있음을 논증하였다. 그는 인간이 악 앞에서 신을 정당화해야 하는 것이 아니라, 경건한 삶을 살도록 노력해야 한다고 주장했다. 레비나스는 홀로코스트 동안 하나님이 존재했는지에 대해 생각하기보다는, 선이 지배하는 세상을 건설하는 것이 인간의 의무라고 강조했다.
신학 교수 데이비드 R. 블루멘탈(David R. Blumenthal)은 그의 저서 《학대자 신을 마주하기》(Facing the Abusing God)에서 "항의 신학"(theology of protest)을 지지하였다. 그는 홀로코스트 생존자들이 하나님을 용서할 수 없기 때문에, 이러한일이 일어난 것에 대해 항의해야 한다고 주장한다. 블루멘탈은 욥기가 유사한 신학을 제시하고 있으며, 욥이 하나님의 존재나 권능을 의문시하는 대신, 하나님의 도덕성과 정의를 문제삼는다고 믿었다. 이 외에도 노벨상 수상 작가 엘리 비젤과 리처드 L. 루빈스타인(Richard L. Rubinstein)는 유대교 전통 안에서 《역사의 교활함》(The Cunning of History)라는 책으로 신정론에 대한 의견을 내었다.

메나헴 멘델 슈네르손

하바드 루바비치의 7대 레베(rebbe)인 메나헴 멘델 슈네르손(Menachem Mendel Schneerson)은 하나님에 대한 믿음이 반신정론의 초월적 전제조건을 정의하는 방법을 설명하고자 했다. 그는 욥기와 예레미야서뿐만 아니라 아브라함(창세기 18장)과 모세(출애굽기 33장)의 이야기에서도 발견되는 "성스러운 항의" 태도를 강조했다. 슈네르손은 "온 세상의 재판관이 정의를 행하지 않겠느냐?"라는 아브라함의 질문에서 처음으로 발견되는 것과 같은 우주적 정의에 대한 깊은 확신을 드러내는 논리적 한계까지, 항의의 현상학이 도달한다고 주장했다. 또한 신정론에 대한 이론적 접근이 실패할 수 밖에 없다는 칸트의 1791년 에세이를 인용하며, 확실한 실천적 신정론은 메시아주의임을 강조했다. 슈네르손은 1965년 4월 26일 엘리 위젤에게 보낸 긴 편지에서 이러한 믿음에 기반한 반신정론을 설명하였다.

### 기독교의 대안
여러 기독교 작가들은 신정론에 반대한다. 토드 빌링스(Todd Billings)는 신정론을 구축하는 것이 "파괴적인 행위"라고 간주하며, 닉 트라카키스(Nick Trakakis) 역시 "신정론적 담론은 세상의 악을 제거하거나 밝히기보다는 오히려 악을 추가할 수 있다"고 평했다. 신정론에 대한 대안으로, 일부 신학자들은 악에 대한 적절한 반응으로 "비극에 대한 성찰"을 제안하였다. 예를 들어, 웬디 팔리(Wendy Farley)는 "정의에 대한 열망"과 "고통에 대한 분노와 연민"이 "신정론의 냉정한 악의 정당화"를 대체해야 한다고 주장했다. 사라 K. 피녹(Sarah K. Pinnock)은 악과 고통을 정당화하려는 추상적 신정론에 반대하지만, 실천적 신앙의 관점에서 악과 고통, 그리고 하나님에 대해 논의하는 신정론 논의를 지지한다.
칼 바르트는 인간 고통의 악이 궁극적으로는 "신성한 섭리의 통제" 하에 있다고 보았다. 바르트에게는 인간이 신의 선함을 입증하는 신정론을 만드는 것이 불가능하며, 오직 예수의 십자가 사건이 신의 선함을 입증할 수 있다고 여겼다. 십자가에서 신은 인간이 겪는 고통을 스스로 겪었고 견뎠기 때문에, 인간의 신정론은 용두사미로 끝난다고 주장했다. 더 나아가서 바르트는 십자가의 고난에서 "이중 칭의"(twofold justification)를 발견했는데, 신이 죄 많은 인류를 의롭다하는 칭의와, "신 스스로를 의롭다하는" 칭의이다.
크리스천 사이언스는 악이 궁극적으로 존재하지 않는다고 주장함으로써 문제를 해결하려 했다. 메리 베이커 에디와 마크 트웨인은 신정론과 고통에 대해 상반된 견해를 가지고 있었다.
상환적 고통, 속죄적 고난은 교황 요한 바오로 2세의 신학에 근거하여 고난 자체에 가치를 부여하는 것이다. 고통의 긍정적인 유용성이 제시되기도 한다. 예를 들어, 운동의 고통이 근육을 성장시키듯이, 신은 고통을 통해 인간의 영혼을 단련하고 성장시킨다고 주장하는 것이다. 엘레오노레 스텀프(Eleonore Stump)는 심리학, 성서해석 등을 통해 상환적 고통이 고난의 문제에 대한 일관된 방어 논리를 제공할 수 있음을 보였다. 그러나 홀로코스트와 같은 대규모 참사나 기근, 내전으로 인한 아동의 고통, 질병과 사고로 인한 평생의 장애와 같은 상황이 과연 그들의 영혼에 어떤 긍정적인 결과를 가져오는지에 대한 설명은 여전히 부족하다.

### 자유의지 변증
자유의지 변증은 인간이 자유의지를 통해 악한 행동을 선택할 수 있기 때문에 고통이 발생할 수밖에 없다는 주장에 기반을 둔다. 물론 자유의지의 존재 여부에 대한 논란이 있지만, 이 변증에서는 자유의지가 존재한다고 가정한다. 그러나 여기서 문제가 되는 것은 자유의지 자체가 아니라, 왜 신이 누군가의 자유의지로 인해 다른 무고한 사람이 고통을 당하고 자유를 빼앗기는 상황을 방관하는가 하는 점이다. 이에 대해 신이 인간의 자유를 존중하기 때문에 그 어떤 행동도 막거나 바꾸지 않는다는 이신론적 견해가 제시되기도 하지만, 성경에는 그러한 주장에 반하는 사례들이 존재한다.
구약성경에서는 이스라엘 민족을 저주하려 했던 주술사 발람의 계획을 야훼가 직접 막고 축복하도록 바꾸었으며, 다윗 왕이 밧세바를 빼앗은 후에는 선지자 나단을 보내어 다윗이 자신의 잘못을 깨닫고 회개하게 했다. 또한, 르호보암 왕이 대군으로 북이스라엘을 공격하려 하자 선지자 스마야를 보내어 그가 동족과 싸우지 않도록 막았다. 신약성경에서도 예수는 부활 후 의심하던 제자 토마에게 직접 나타나 그를 믿게 했으며, 바울로가 그리스도교인들을 박해하던 시기에 그의 회심을 이끌어냈다. 이러한 사례들은 신이 인간의 행동을 막거나 바꿀 수 있으며 실제로 그렇게 했음을 보여준다.
성경을 경전으로 삼는 종교의 대다수는 신이 현재에도 여전히 세상에 개입할 수 있다고 믿으며 이신론을 거부한다. 신의 위대함은 그 역사함에서 발견된다고 여겨지며, 인간이 믿음을 갖게 되는 것도 순전히 그의 자유의지가 아니라 신의 은총과 역사에 의한 것으로 본다. 따라서 다면 신이 왜 어떤 악행은 막지 않는가에 대해서는 다른 설명이 요구된다.
신정론의 대안을 찾기 위해 악의 문제를 우선 방어하기도 한다. 이러한 변증은 악의 존재가 신의 존재를 논리적으로 불가능하게 하지 않음을 보여주고자 하는데, 이는 사실이거나 그럴듯할 필요는 없더라도 논리적으로 가능한 것으로 간주된다. 미국 철학자 앨빈 플랜팅가는 자유 의지 변증을 제시하며, 인간의 자유 의지가 악의 존재를 충분히 설명하는 동시에 신의 존재도 여전히 논리적으로 가능하다고 주장한다. 그는 신의 존재와 악의 존재가 논리적으로 모순되기 위해서는 그러한 모순을 증명할 전제가 필요하다고 주장하며, 아무런 전제도 제공되지 않았기 때문에 하나님의 존재와 악은 논리적으로 일관성이 있다고 설명한다. 자유 의지는 이 논쟁을 더욱 발전시켜, 악의 존재와 함께 하나님의 존재가 여전히 일관성을 유지한다는 전제로 사용된다. 그러나 일부 반대자들은 가뭄, 쓰나미, 말라리아 등의 자연적이고 비인간적인 악의 존재로 인해 신빙성을 잃었다며 이러한 주장에 반대한다.
앤드류 로크(Andrew Loke) 역시 자유 의지 변증을 발전시켰다. 신이 고난을 허용하는 정당성은 주로 미래의 혜택에 기초한 것이 아니라, 인간이 도덕적으로 중요한 방식으로 자유 의지를 행사할 수 있도록 하는 사랑의 본성에 기초한다고 주장한다. 로크는 "기독교 신앙이 큰 그림을 제공하며 신정론들의 조합을 사용하여 변론할 수 있다"고 설명하며, 악과 고통의 문제를 인생의 큰 그림에 비추어 이해할 수 있다고 주장한다.

## 성경적 견해
악과 신정론의 문제에 대한 논리적 답변으로서 최종적이고 완전한 해결은 존재하지 않는다. 성경에 따르면 신정론은 없고 단지 인정론만이 있을뿐이다. 다시 말해 악과 고난의 현실은 그것의 극복을 위한 인간의 행동을 요구할 뿐이다. 그리스도 안에 거하고 성령으로 행하는 것은 하나님의 자기희생적 사랑 안에서의 해방의 사역에 참여하는 것이다. 성경적 증언은 악의 기원에 관해 사변을 전개하기보다는 하나님의 사랑이 궁극적으로 승리하리라는 확신 가운데 악의 세력에 저항하는 데에 훨씬 더 큰 관심을 기울인다. 악의 문제에 대한 해결을 위한 길은 이론적 지식에 있다기보다는 변혁적이고 해방적인 실천에 있다. 메츠(J.B.Metz)는 예수 그리스도의 수난의 이야기가 하나님의 뜻을 거역하고 인간을 노예로 얽어매는 모든 악의 세력에 대한 하나님의 열정적 항거를 회상하는 위험한 기억이라고 말했다. 이 기억이 위험한 이유는 그것이 지금까지도 우리를 모든 불의한 악의 세력에 대한 저항과 투쟁으로 이끌기 때문이다. 하나님의 나라는 말에 있지 아니하고 오직 능력에 있음이라.

## 같이 보기
- 악의 문제

### 내용주
1. ↑  그리스도교는 신의 아들인 예수가 인간의 몸으로 직접 지상에 내려와 인간을 위해 죽었다고 가르칠 만큼 신의 사랑을 강조하는 종교이므로, 이러한 신의 사랑과 현실의 악의 존재를 양립할 수 있게 만드는 논리가 필요했기 때문이다.
2. ↑   신학자 토마스 롱의 『고통과 씨름하다』도 있다.

### 참조주
1. ↑  Pecorino, Philip A. (2000). 〈Chapter 3: 'Philosophy of Religion', Section 11: Problem of Evil〉. 《An Introduction to Philosophy: An Online Textbook》. Queensborough Community College. 2023년 9월 6일에 원본 문서에서 보존된 문서.
2. ↑  락탄티우스: De ira dei 13, 19 = Us. 374
3. ↑  Reinhold F. Glei: Et invidus et inbecillus. Das angebliche Epikurfragment bei Laktanz, De ira dei 13, 20–21, in: Vigiliae Christianae 42 (1988), S. 47–58, letztere Konjektur S. 58 n. 38; Arthur Stanley Pease (Hrsg.): M. Tulli Ciceronis De natura deorum. Libri secundus et tertius, Cambridge (Mass.) 1958, S. 1232 f.
4. ↑  참조. Cicero: De natura deorum 1, 123 und Laktanz: De ira dei 4, 7; nach Glei, 57 n. 24
5. ↑  Pyrrhoneische Hypotyposen 3.3.9–12; vgl. zur Stelle etwa Glei, 53
6. ↑  Peter Knauer: Der Glaube kommt vom Hören. Ökumenische Fundamentaltheologie, Graz – Wien – Köln 1978, S. 55 f.
7. ↑  브리태니커 백과사전, 악의 문제
8. ↑  두산백과, 인격신
9. ↑  현대인을 위한 불교이해 - 인간 자각의 종교. 불광미디어.
10. ↑  악의 문제를 대하는 기독교인의 자세. 복음과도시.
11. ↑  Mendelson, Michael (2010년 11월 12일). 〈Saint Augustine〉. 《Stanford Encyclopedia of Philosophy》. 2011년 10월 9일에 확인함.
12. ↑  Menn 2002, p. 170
13. ↑  Corey 2000, pp. 177–78
14. ↑  Geivett 1995, p. 19
15. ↑  ““테러는 야만적 행위” 무슬림들도 비난하는 이슬람 극단주의”. 천지일보. 2021년 3월 1일에 확인함.
16. ↑  고통받는 자에게 해답을 주라. 교회와신앙.
17. ↑  UC Berkeley Seismology Laboratory
18. ↑  “지진은 하나님의 경고일까? “재난당한 형제에게 정죄에 앞서 위로를...””. 국민일보. 2021년 3월 1일에 확인함.
19. ↑  “‘전통적 신정론’에서 벗어나 고통받는 사회와 함께 울어야”. 국민일보. 2021년 3월 1일에 확인함.
20. ↑  ““한국 기독교, ‘하나님의 뜻’ 남용, 왜곡””. 서울신문. 2021년 3월 1일에 확인함.
21. ↑  가톨릭 대사전, 변신론
22. ↑  Marty & Taliaferro 2010, p. 17
23. ↑  Gibbs & Wolfson 2002, p. 38
24. ↑  Pinnock 2002, p. 8
25. ↑  Patterson & Roth 2005, pp. 189–90
26. ↑  Blumenthal 1993, pp. 250–51
27. ↑  Rubinstein, Richard L. The Cunning of History.
28. ↑  Genesis 18:25
29. ↑  Über das Misslingen aller philosophischen Versuche in der Theodizee http://cas.uchicago.edu/workshops/germanphilosophy/files/2013/02/Kant-On-the-Miscarriage-of-all-Philosophical-Trials-at-Theodicy.pdf
30. ↑  http://www.chighel.com/opening-statement-7a/ 보관됨 2015-08-01 - 웨이백 머신 The original letter in Yiddish is found in R. Menachem Mendel Schneerson, Likutei Siḥot, Vol. 33 (New York: Kehot, 1962–2001), pp. 255–60.
31. ↑  Todd Billings, "Theodicy as a 'Lived Question': Moving Beyond a Theoretical Approach to Theodicy", http://www.luthersem.edu/ctrf/JCTR/Vol05/billings.htm 보관됨 2011-02-13 - 웨이백 머신 Accessed September 25, 2013. About the author: http://www.westernsem.edu/about/faculty-staff/.
32. ↑  Nick Trakakis, "Theodicy: The Solution to the Problem of Evil, or Part of the Problem?", Springerlink.com, accessed December 19, 2009.
33. ↑  Franklin, James (2020). “Antitheodicy and the grading of theodicies by moral offensiveness”. 《Sophia》 59 (3): 563–576. doi:10.1007/s11841-020-00765-w. S2CID 225461563. 2021년 6월 29일에 확인함.
34. ↑  Donald W. Musser and Joseph L. Price, eds., A New Handbook of Christian Theology (Abingdon Press, 1992), s.v. "Tragedy."
35. ↑  Wendy Farley, Tragic Vision and Divine Compassion: a Contemporary Theodicy (Westminster John Knox Press, 1990) 12, 23.
36. ↑  Sarah Katherine Pinnock, Beyond Theodicy (SUNY Press, 2002), 135, 141.
37. ↑  Karl Barth, Church Dogmatics (T & T Clark, 1957), IV-1, 246.
38. ↑  Barth, Church Dogmatics, III-1, 368.
39. ↑  Barth, Church Dogmatics, II-2, 165.
40. ↑  Barth, Church Dogmatics, IV-1, 246.
41. ↑  Barth, Church Dogmatics, II-2, 223.
42. ↑  Barth, Church Dogmatics, IV-1, 564.
43. ↑  Ben Dupre, "The Problem of Evil", 50 Philosophy Ideas You Really Need to Know, London, Quercus, 2007, p. 166: "Denying that there is ultimately any such thing as evil, as advocated by Christian Scientists, solves the problem at a stroke, but such a remedy is too hard for most to swallow."
44. ↑  Whale, J. S. The Christian answer to the problem of evil. 1948
45. ↑  "Rolling Away the Stone: Mary Baker Eddy's Challenge to Materialism" (Indiana University Press, 2006) 83, 123, etc.
46. ↑  Reimers, Adrian J. “Human Suffering and Jon Paul II's Theology of the Body”. 2014년 12월 28일에 원본 문서에서 보존된 문서. 2017년 8월 8일에 확인함.
47. ↑  “Catholicprimer.org” (PDF). 《www.catholicprimer.org》. 2017년 8월 8일에 원본 문서 (PDF)에서 보존된 문서. 2017년 8월 8일에 확인함.
48. ↑  Stump, Eleonore (2010). 《Wandering in Darkness: Narrative and the Problem of Suffering》. N.Y. New York: Oxford University Press. ISBN 978-0-19-927742-1.
49. ↑  삼하 12:1-13
50. ↑  왕상 12:22-24
51. ↑  요한 20:24-29
52. ↑  사도행 9:3-7
53. ↑  McGrath 1995, p. 193
54. ↑  Plantinga & Sennett 1998, pp. 22–24
55. ↑  Bart D. Ehrman (2009년 10월 13일). 《God's Problem: How the Bible Fails to Answer Our Most Important Question – Why We Suffer》. HarperCollins. 12쪽. ISBN 978-0-06-174440-2.
56. ↑  Loke, Andrew Ter Ern (2022). 《Evil, Sin and Christian Theism》. Routledge. 13쪽.
57. ↑  Metz, Johannes B. (1980). “Faith and History and Society”. New York: Seabury Press.
58. ↑  고린도전서 4장 20절
59. ↑  윤철호 (2015). 《기독교 신학 개론》 초판. 대한기독교서회. 235쪽.